# Ética nuclear

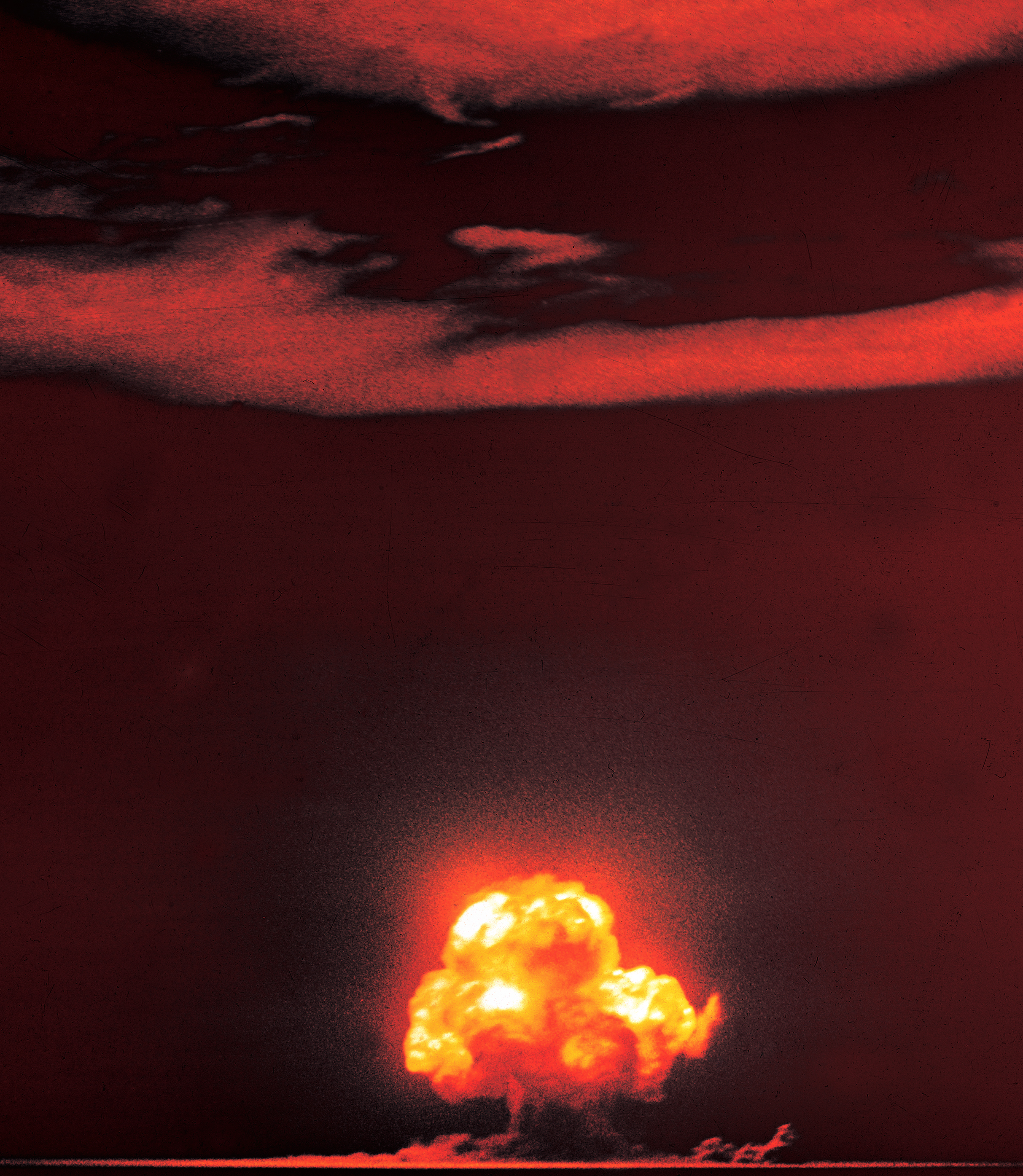
Fotografia a cores do teste nuclear de Trinity

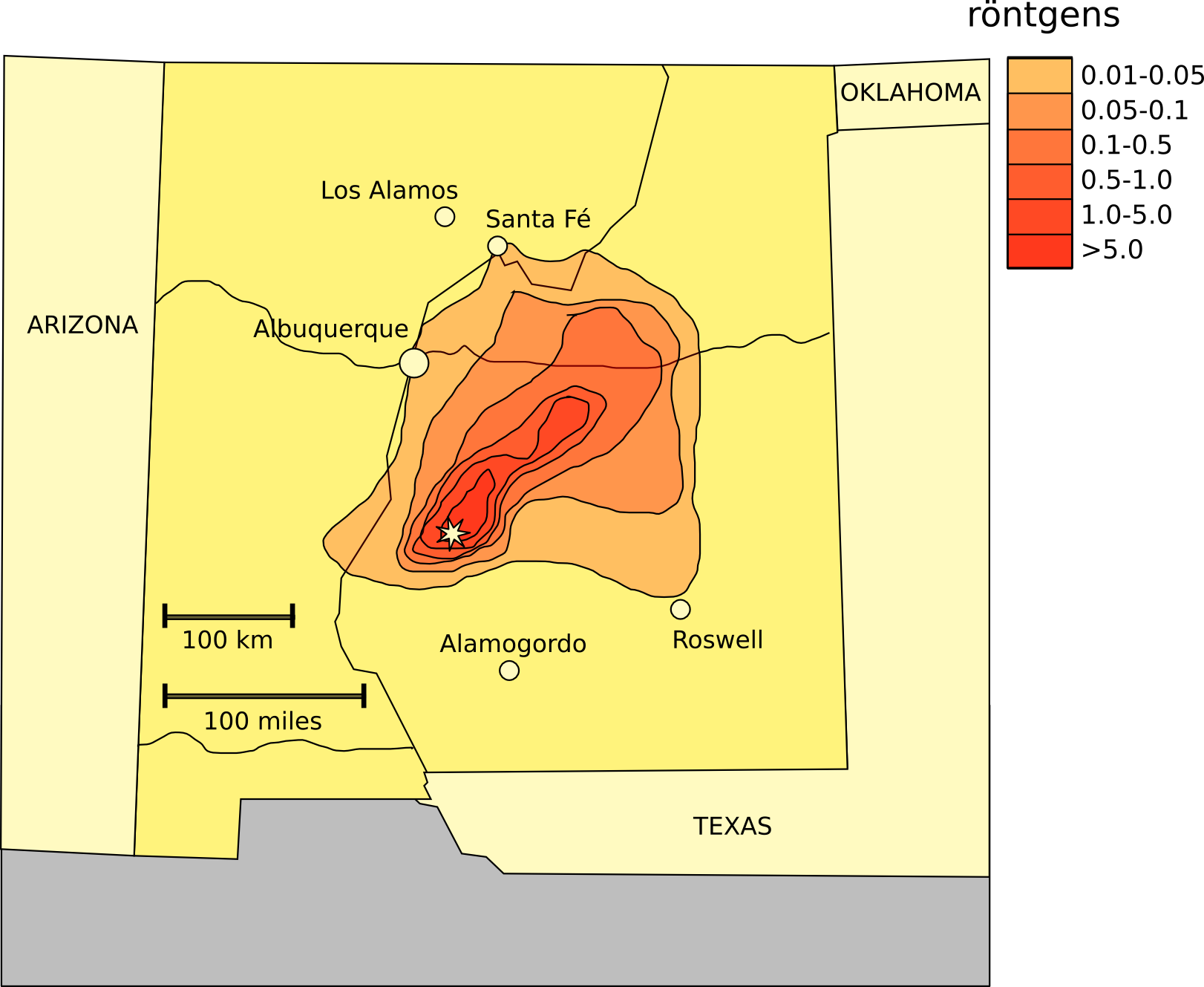
Precipitação de cinza nuclear do teste nuclear de Trinity

A ética nuclear é um campo interdisciplinar de estudo académico e político relevante no qual os problemas associados à guerra nuclear, à dissuasão nuclear, ao controle de armas nucleares, ao desarmamento nuclear ou à energia nuclear são examinados por meio de uma ou mais teorias ou estruturas éticas ou morais.
A ética nuclear pressupõe que as possibilidades muito reais de extinção humana, destruição em massa de seres humanos ou danos ambientais em massa que podem resultar de uma guerra nuclear são profundos problemas éticos ou morais. Especificamente,  pressupõe que os resultados da extinção humana, da destruição em massa de pessoas ou dos danos ambientais são considerados males morais. Outra área de investigação diz respeito às gerações futuras e ao fardo que o lixo nuclear e a poluição impõem sobre elas. Alguns estudiosos concluíram que é, portanto, moralmente errado agir de forma a produzir estes resultados, o que significa que é moralmente errado envolver-se numa guerra nuclear.
A ética nuclear está interessada em examinar políticas de dissuasão nuclear, controlo e desarmamento de armas nucleares e energia nuclear, na medida em que estejam ligadas à causa ou prevenção da guerra nuclear. As justificações éticas da dissuasão nuclear, por exemplo, enfatizam o seu papel na prevenção da guerra nuclear entre grandes potências desde o fim da Segunda Guerra Mundial. Na verdade, alguns estudiosos afirmam que a dissuasão nuclear parece ser a resposta moralmente racional a um mundo com armas nucleares. A condenação moral da dissuasão nuclear, pelo contrário, enfatiza as violações aparentemente inevitáveis dos direitos humanos e democráticos que surgem. Nos estudos de segurança contemporâneos, os problemas da guerra nuclear, da dissuasão, da proliferação, e assim por diante, são frequentemente entendidos estritamente em termos políticos, estratégicos ou militares. No estudo das organizações e do direito internacionais, contudo, estes problemas também são entendidos em termos jurídicos.
A tecnologia nuclear viu a formação de um movimento antinuclear desde o seu desenvolvimento inicial e cresceu com o aumento do seu impacto, particularmente os testes de armas nucleares, causaram a morte de até 43 mil pessoas até 2020.

## Questões éticas iniciais

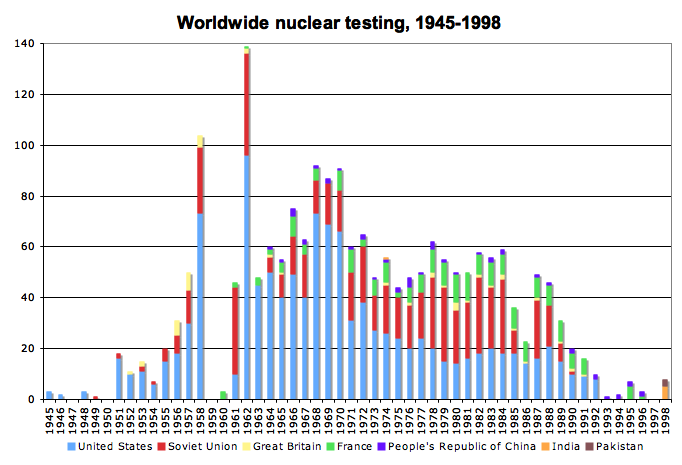
Totais de testes nucleares em todo o mundo, 1945–1998.

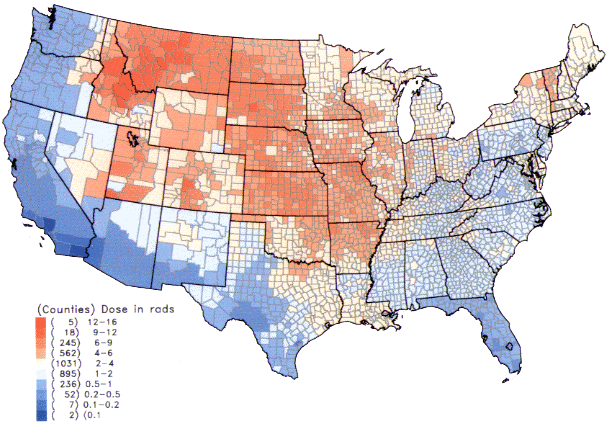
Exposição à precipitação radioativa nos EUA continentais

A aplicação da tecnologia nuclear, tanto como fonte de energia como instrumento de guerra, tem sido controversa.

## Mineração e moagem de urânio

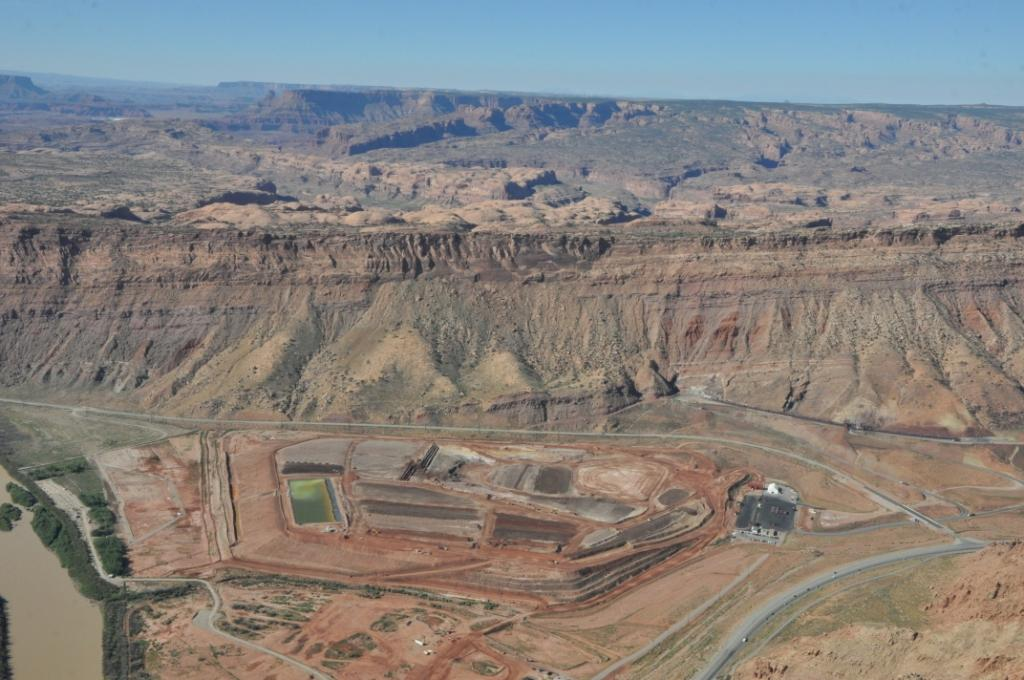
Pilha de rejeitos da central de urânio de Moab

## Cinza nuclear

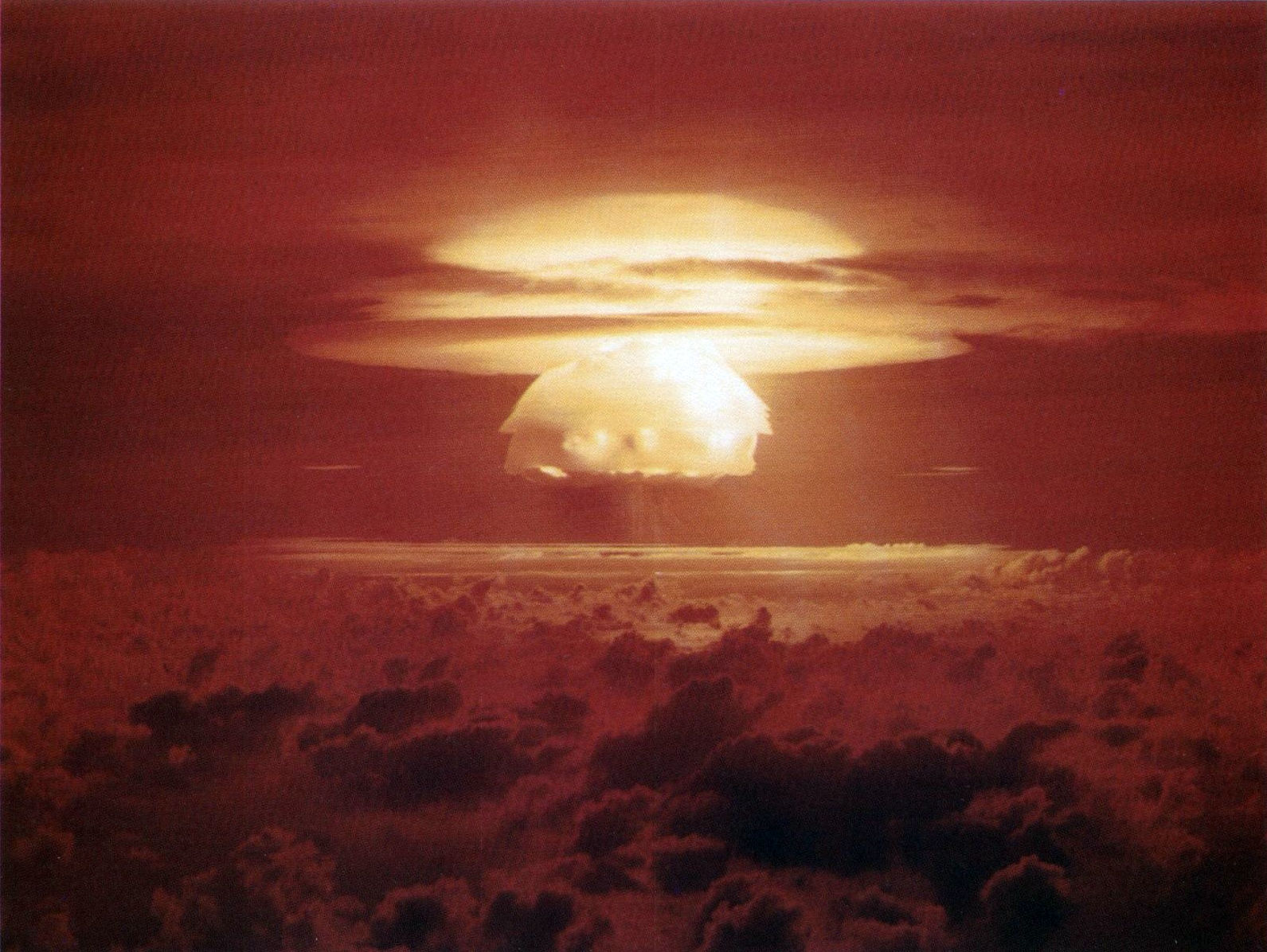
Explosão de Castle Bravo

Mais de 500 testes de armas nucleares atmosféricas foram conduzidos em vários locais ao redor do mundo entre 1945 e 1980. A precipitação radioativa dos testes de armas nucleares foi trazida à atenção pública pela primeira vez em 1954, quando o teste da bomba de hidrogénio Castle Bravo no Pacific Proving Grounds contaminou a tripulação e a pesca do barco de pesca japonês Lucky Dragon. Um dos pescadores morreu no Japão sete meses depois, e o medo do atum contaminado levou a um boicote temporário ao alimento básico popular no Japão. O incidente causou preocupação generalizada em todo o mundo, especialmente no que diz respeito aos efeitos da precipitação nuclear e dos testes nucleares atmosféricos, e "deu um impulso decisivo para o surgimento do movimento antiarmas nucleares em muitos países".
À medida que aumentava a consciencialização e a preocupação do público sobre os possíveis riscos à saúde associados à exposição à precipitação nuclear, vários estudos foram realizados para avaliar a extensão do risco. Um estudo dos Centros de Controle e Prevenção de Doenças / Instituto Nacional do Cancro afirma que as consequências dos testes nucleares atmosféricos levariam a talvez 11.000 mortes a mais entre as pessoas vivas durante os testes atmosféricos nos Estados Unidos, devido a todas as formas de cancro, incluindo leucemia, de 1951 até o século XXI. Em março de 2009, os EUA eram o único país que compensava as vítimas de testes nucleares. Desde a Lei de Compensação de Exposição à Radiação de 1990, mais de US$ 1,38 mil milhões em compensações foram aprovados. O dinheiro vai para as pessoas que participaram nos testes, nomeadamente no local de testes de Nevada, e para outras pessoas expostas à radiação.

## Questões laborais nucleares

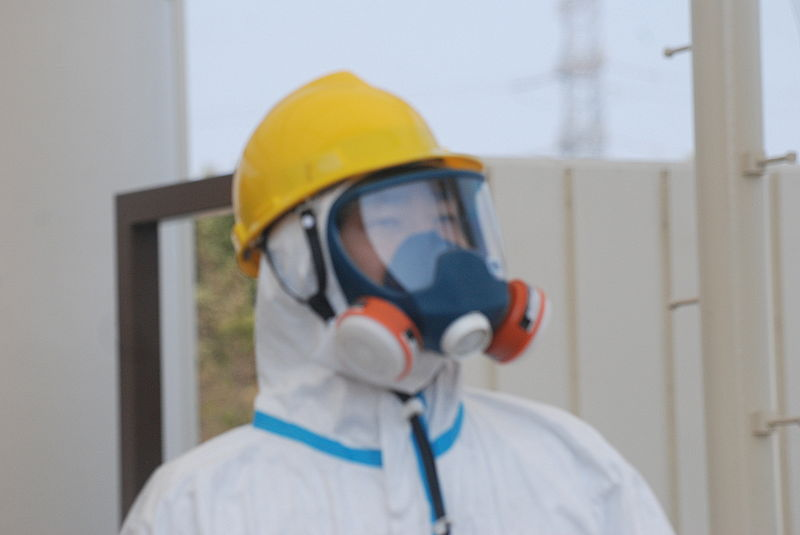
VOA Herman – 13 de abril de 2011 Central Nuclear de Fukushima-04

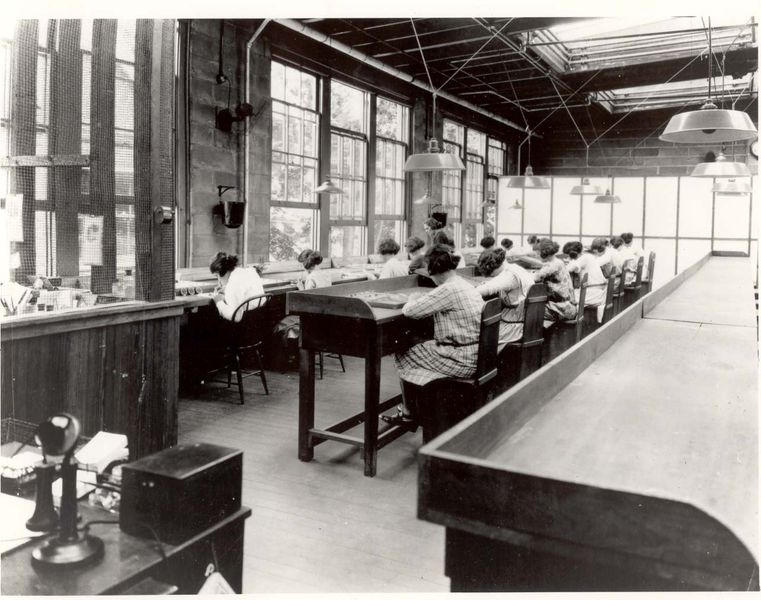
Garotas do Radium - Argonne

Existem questões laborais nucleares na indústria da energia nuclear e no sector da produção de armas nucleares que têm impacto nas vidas e na saúde dos trabalhadores, dos trabalhadores itinerantes e das suas famílias. Esta subcultura de trabalhadores frequentemente indocumentados (por exemplo, as Radium Girls, os Fukushima 50, os Liquidadores e os Samurais Nucleares) faz o trabalho sujo, difícil e potencialmente perigoso rejeitado pelos funcionários regulares. Quando excedem o limite de exposição à radiação permitido numa instalação específica, eles geralmente migram para uma instalação nuclear diferente. A indústria aceita implicitamente esta conduta, uma vez que não pode operar sem estas práticas.
As leis laborais existentes que protegem os direitos dos trabalhadores à saúde não são devidamente aplicadas. É necessário manter registos, mas frequentemente não o são. Alguns funcionários não foram devidamente treinados, o que resultou na sua própria exposição a quantidades tóxicas de radiação. Em várias instalações, existem falhas contínuas na realização de exames radiológicos necessários ou na implementação de ações corretivas.
Muitas questões relativas às condições dos trabalhadores nucleares permanecem sem resposta e, com a exceção de alguns denunciantes, a grande maioria dos trabalhadores – invisíveis, mal pagos, sobrecarregados e explorados – têm poucos incentivos para partilhar as suas histórias. O salário anual médio dos trabalhadores de remoção de materiais radioativos perigosos, de acordo com o Departamento de Estatísticas do Trabalho dos EUA, é de US$ 37.590 nos EUA – US$ 18 por hora. Um estudo de coorte colaborativo de 15 países sobre riscos de cancro devido à exposição à radiação ionizante de baixa dose, envolvendo 407.391 trabalhadores da indústria nuclear, mostrou um aumento significativo na mortalidade por cancro. O estudo avaliou 31 tipos de cancro, primários e secundários.

## Liberdades civis
A energia nuclear é um alvo potencial para terroristas, como o ISIS, e também aumenta as hipóteses de proliferação de armas nucleares. Contornar estes problemas envolve a redução das liberdades civis, como a liberdade de expressão e de reunião, e por isso o cientista social Brian Martin diz que "a energia nuclear não é uma fonte de energia adequada para uma sociedade livre".

## Experiência de radiação em humanos
O Comité Consultivo sobre Experiências de Radiação em Humanos (ACHRE) foi formado em 15 de janeiro de 1994 pelo presidente Bill Clinton. Hazel O'Leary, Secretária de Energia do Departamento de Energia dos EUA, pediu uma política de "nova abertura", iniciando a divulgação de mais de 1,6 milhão de páginas de documentos confidenciais. Esses registos revelaram que, desde a década de 1940, a Comissão de Energia Atómica conduzia testes generalizados em seres humanos sem o seu consentimento. Crianças, mulheres grávidas e também prisioneiros do sexo masculino foram injetados ou consumiram oralmente com materiais radioativos.